# ジュリアン・グレッセル
ジュリアン・エミール・クルト・グレッセル（Julian Emil Kurt Gressel、1993年12月16日 - ）は、ドイツ・ノイシュタット出身のドイツ系アメリカ人サッカー選手。インテル・マイアミCF所属。ポジションはミッドフィールダー、ディフェンダー。アメリカ合衆国代表。

## クラブ経歴
ドイツのノイシュタット・アン・デア・アイシュに生まれ、同国でサッカー選手としてプロデビューする前にアメリカへと移住してキャリアを継続させることとなった。移住後はプロヴィデンス大学を選択し、2017年のMLSスーパードラフトでアトランタ・ユナイテッドFCから1巡目全体8位で指名を受け、同クラブとプロ契約を結んだ。同年3月5日、ニューヨーク・レッドブルズとのリーグ戦でプロデビューを果たしたが、試合には1-2で敗れた。
2020年1月21日、D.C. ユナイテッドへ移籍した。
2022年7月15日、バンクーバー・ホワイトキャップスに移籍金90万ドルで引き抜かれた。
2023年7月21日、コロンバス・クルーへ移籍。移籍条件には、今後の活躍次第で前クラブへ支払われる移籍金が最大30万ドルへと増加する契約も含まれている。
2024年1月9日、インテル・マイアミCFに3年契約で移籍した。

## 代表経歴
2022年11月5日、アメリカの市民権を取得すると、翌年1月25日、セルビア代表との親善試合でアメリカ合衆国代表デビューを果たした。

## タイトル

### クラブ
アトランタ・ユナイテッド
- MLSカップ : 1回 (2018)
- USオープンカップ : 1回 (2019)
- カンペオネス・カップ : 1回 (2019)

バンクーバー・ホワイトキャップス
- カナディアン・チャンピオンシップ : 2回 (2022, 2023)

コロンバス・クルー
- MLSカップ : 1回 (2023)

### 個人
- MLS最優秀新人賞 : 1回 (2017)